# Jakob Žorga
Jakob (Jaka) Žorga, slovenski ključavničar, strojevodja in politik, * 10. maj 1888 Brežice, † 9. maj 1942, taborišče Banjica pri Beogradu.

## Življenje in delo
Jakob Žorga, brat Marcela Žorge, je ljudsko šolo  obiskoval v Brežicah in drugod. Po končani obrtni šoli na Dunaju, okoli leta 1906 je opravil zaključni izpit za ključavničarja, je bil vsaj od 1907 kurjač in strojevodja pri železnici v Ljubljani. Politično delo je začel pri sindikatu Splošno pravovarstveno in strokovno društvo železničarjev (ok. 1907) v Ljubljani in v Jugoslovanski socialdemokratski stranki (ok. 1908). Leta 1919 se je pridružil komunistom in julija istega leta z N. Furlanom izdal Bakljo (prvo slovensko komunistično revijo, izšla le ena številka). Aprila 1920 je bil med ustanovitelji KP za Slovenijo (član vodstva), junija se udeležil 2. kongresa KPJ v Vukovarju in bil izvoljen v CK. Aprila 1920 je bil med voditelji železničarske stavke v Sloveniji in zato odpuščen iz službe; po 3 letih dela v ljubljanskem arzenalu je tudi tu zaradi političnega delovanja izgubil službo. V letih 1920−27 je bil član centralnega sveta/komiteja KPJ, tudi njegovega politbiroja, od novembra 1927 organizacijski sekretar CK KPJ, od 1920-29 je bil v vodstvu pokrajinske organizacije KP za Slovenijo in bil mdr. tudi njen sekretar. Poleti 1928 se je kot delegat udeležil 6. kongresa Komunistične internacionale v Moskvi. Žorga je bil med najbolj preganjanimi slovenskimi komunisti. Prestal je številne hišne in osebne preiskave, pogosto zaprt: oktober–november 1924 v Celju, februar–marec 1925 v Novem mestu, april 1929 – junij 1934 petletna robija v Sremski Mitrovici (skupaj s Tonetom Tomšičem; med prestajanjem te kazni so ga izključili iz KP, ker je bil v sporu s Petkom Miletićem, a CK te izključitve ni priznal), od novembra 1935 šestletna robija v Sremski Mitrovici in Nišu (1937 izključen iz KP »kot izdajalec«, brez konkretne obrazložitve). Iz kaznilnice v Nišu ga je nemški okupator odpeljal v taborišče na Banjici in ga tam usmrtil.